# Arsen Avetisian
Arsen Avetisian (en arménien Արսեն Ավետիսյան), né le 8 octobre 1973 à Erevan en Arménie, est un footballeur international arménien.

## Carrière
Le Soulier d'or n'est pas attribué par le quotidien sportif L'Équipe entre 1992 et 1996, suite à un différend avec la fédération chypriote de football en 1991 et Arsen Avetisian ne reçoit aucun trophée en 1995 contrairement à Ally McCoist et David Taylor qui reçoivent un Soulier d'or attribué par la marque Adidas,.

## Palmarès
- Avec le Homenetmen Erevan et le FC Pyunik Erevan
  - Championnat d'Arménie en 1992, 1996, 1997, 2006, 2007
  - Coupe d'Arménie en 1996

### Récompenses individuelles
Il est élu Footballeur arménien de l'année en 1994.
Il est le meilleur buteur de Premier-Liga en 1994, 1995 et en 1997.